# Бронзовка Шамиля
Бронзовка Шамиля (лат. Protaetia schamil) — жук из семейства пластинчатоусых (Scarabaeidae). Редкий, эндемичный для Внутригорного Дагестана вид. До 1981 года считался исчезнувшим, так как был описан в 1916 году по 8 экземплярам, собранным в 1909 году в Гунибе и больше не был обнаружен.

## Описание
Длина 20 мм, ширина 12,7 мм. Окраска тёмно-бронзово-зелёная, верх матовый, низ и ноги блестящие. Похожа на венгерскую бронзовку, но размер обычно меньше. Переднеспинка в густых крупных точках, по бокам в морщинках, без белых пятен. Околощитковое пространство надкрылий гладкое, в редких крупных простых точках, резко отграничено от остальной поверхности надкрылий. Пигидий в густых поперечных морщинках, почти весь белый, с небольшими голыми пятнами. Передний отросток среднегруди треугольный, слегка выемчатый.

## Ареал
Эндемик Дагестана. Известен только с горы Чадоколо в районе Гуниба.

## Биология
Жуки встречаются на цветах различных растений, преимущественно сложноцветных, встречаются и на розоцветных. Жуки летают в мае-августе. Личинки развиваются в почве, где питаются растительным детритом.